# Valeri Levonevski
Valeri Stanislavovich Levonevski (en ruso: Вале́рий Станисла́вович Левоне́вский; en bielorruso: Вале́ры Станісла́вавіч Леване́ўскі, en inglés: Valery Levaneuski, en polaco: Walery Lewoniewski) - activista bielorruso política y social, empresario, ex preso político. Reconocido por la "Amnistía Internacional" como preso de conciencia.
Nació el 15 de agosto de 1963, en la ciudad de Grodno en una familia numerosa. Aficiones: boxeo, ajedrez, fotografía, radioelectrónica, programación, filosofía, derecho.
Casado, tiene cuatro hijos.
Fue jefe de la asociación regional pública de Grodno para la protección de los derechos de los contribuyentes, consumidores y automovilistas, del Centro de Información y Derecho de Grodno, del Centro de Grodno para la Protección de los Consumidores.
Desde 1996, está a la cabeza del Comité de huelga de los empresarios de la República de Belarús. El organizador de la acción de protesta de masas de los empresarios en la República de Belarús, por lo que se vio involucrado en varios arrestos, multas y procesos judiciales. Fundador y editor en jefe de la revista nacional "El Empresario". Participó muchas veces en las elecciones como candidato a diputados de los órganos legislativos locales y nacionales. En todos los casos, se lo negó a registrar como candidato por razones políticas.
En 2001 fue nominado como candidato a la presidencia de la República de Belarús.
En 2004 - 2006 – estaba cumpliendo una pena de prisión con confiscación de bienes con arreglo al art. 368 Sección 2 del Código Penal (insulto al Presidente de la República de Belarús).